# Siganus

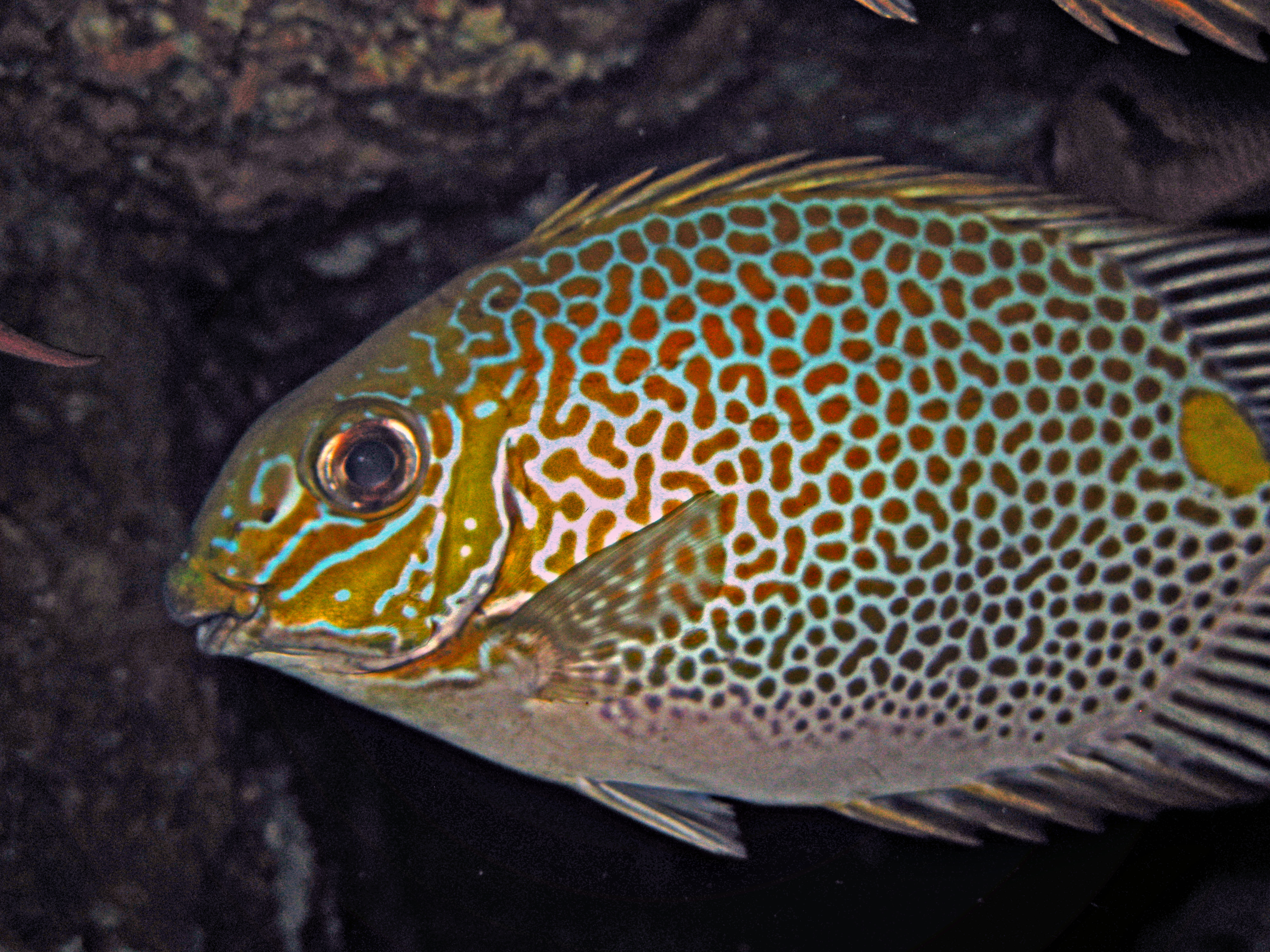
Siganus guttatus

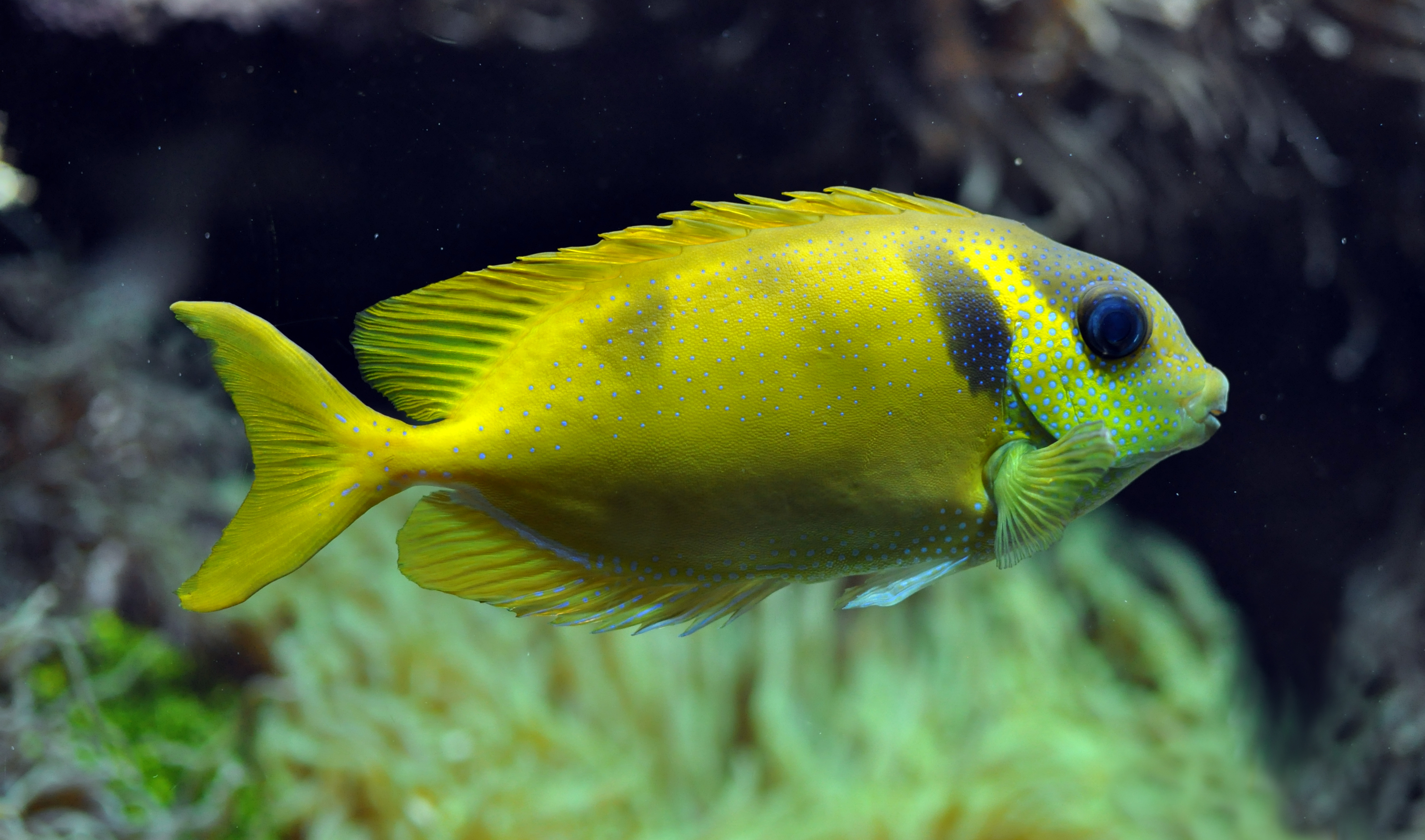
Siganus corallinus

Los siganos son el género Siganus, el único de la familia Siganidae que comprende 29 especies de peces de agua salada, del orden de los perciformes. En algunas clasificaciones se diferenciaba dentro de esta familia también el género Lo, aunque esto no está acorde con los recientes acuerdos de FishBase, ITIS o el Registro Mundial de Especies Marinas.
Sigan es término latino con el que se conocían a los ejemplares mediterráneos en la antigüedad, y que hace referencia a la morfología del rostro, que recuerda a un conejo. De ahí que el nombre del grupo en lenguas como el alemán Contratrinchera o el inglés Rabinista. En inglés, el término espineta, o "pie de espina", se utiliza también, aparte de rabinista, o pez conejo, para designar a los componentes del género Sigan.

## Morfología
El cuerpo de los Siganidos es medianamente alto, muy comprimido lateralmente. Visto de perfil recuerda una elipse. La boca es terminal, muy pequeña, con mandíbulas no protráctiles. En algunas especies el morro es alargado, con lo que su perfil justifica el nombre que se les asigna: «peces cara de zorro» (fox face), como por ejemplo el popular Siganus vulpinus. 
Cuentan con 13 espinas y 10 radios blandos dorsales, precedidos por una espina corta saliente, a veces ligeramente sobresaliente, y otras totalmente oculta. La aleta anal cuenta con 7 fuertes espinas y 9 radios blandos. Las aletas pélvicas tienen 2 espinas, con 3 radios blandos entre ellas, característica única y distintiva de esta familia. Las espinas de las aletas tienen dos huecos laterales que contienen glándulas venenosas.
La librea es muy variable, en función de la especie, y, muchas de ellas, cambian su coloración a patrones con manchas o franjas irregulares, de tonalidades oscuras, que les proporcionan un camuflaje estratégico, especialmente para dormir. 
El tamaño no supera los 55 cm.

## Reproducción
Son ovíparos y de fertilización externa. Los huevos son adhesivos. Las especies que desovan en grandes grupos, se separan del cardumen en parejas para la fertilización.

## Alimentación
Son principalmente herbívoros. Progresan de alimentarse de fitoplancton y zooplancton, como larvas, a alimentarse de macroalgas, algas incrustantes y pastos marinos. Algunas especies no desprecian un bocado animal, como pequeños invertebrados, y otras comen intensivamente esponjas y tunicados.

## Hábitat y comportamiento
Habitan en aguas poco profundas y costeras, cerca del fondo, algunas especies viven en pareja entre corales ramificados, otras en "escuelas" en áreas rocosas, manglares, estuarios o lagunas salobres. Duermen por la noche, a menudo con una coloración específica de camuflaje.
Su rango de profundidad es entre 1 y 50 m.

## Distribución geográfica
Estos peces se encuentran en el océano Indo-Pacífico y el Mediterráneo oriental. Desde las costas orientales de África, incluido el mar Rojo y el Mediterráneo, a través del Canal de Suez, hasta islas remotas del Pacífico, como Pitcairn.

## Beneficios para los humanos

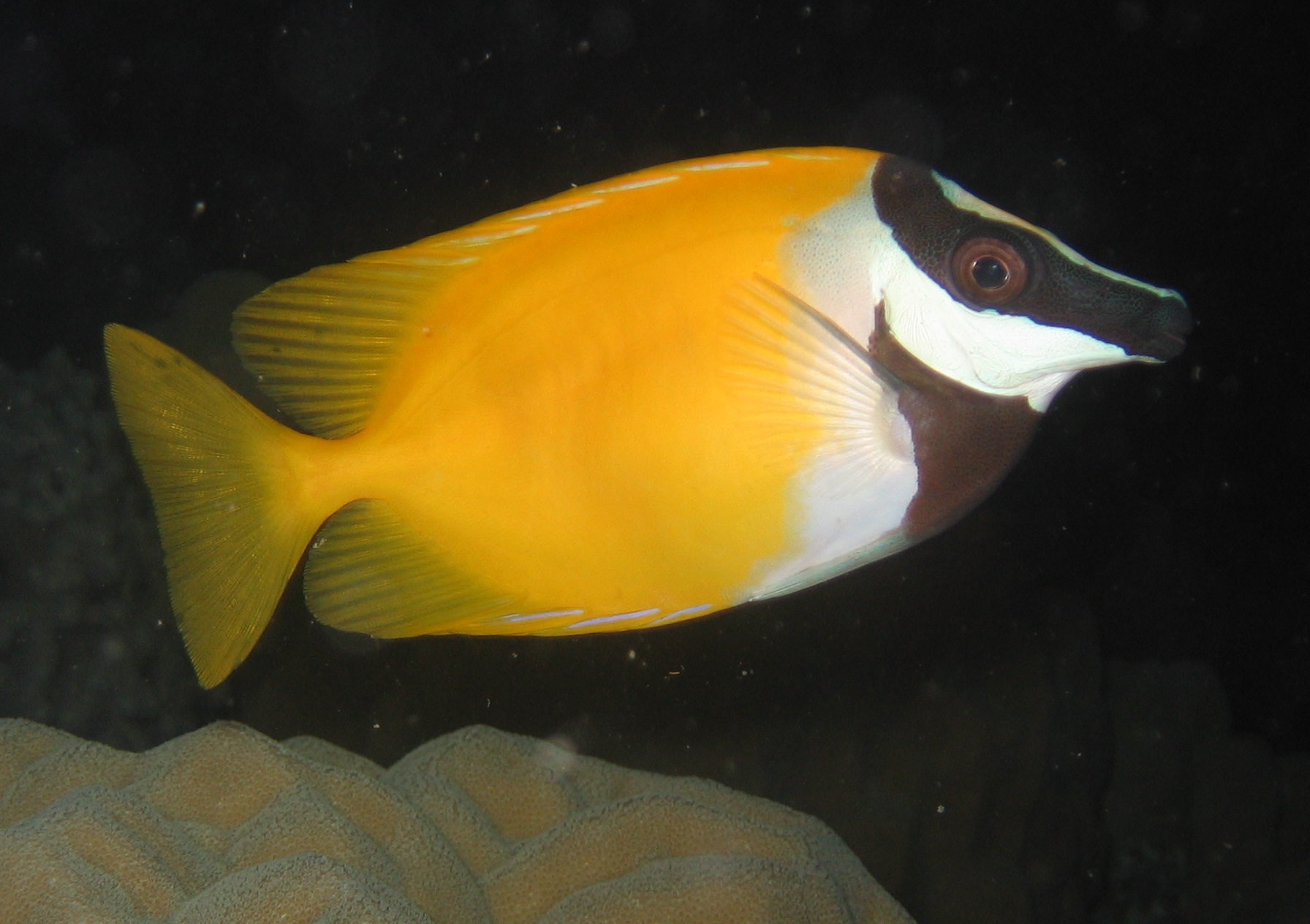
Siganus vulpinus

Muchas de sus especies son comercializadas en los mercados de pescado fresco para consumo humano. Entre 1990 y 1995, los anuarios estadísticos de la FAO reseñaron capturas en el Pacífico oeste y central, entre 15 700 y 25 800 toneladas de sigánidos.
Algunas especies son objeto de captura en su medio natural para su mantenimiento en acuarios, dado su pequeño tamaño y el color de su librea. Una de las especies de esta familia más populares es Siganus vulpinus.

## Especies

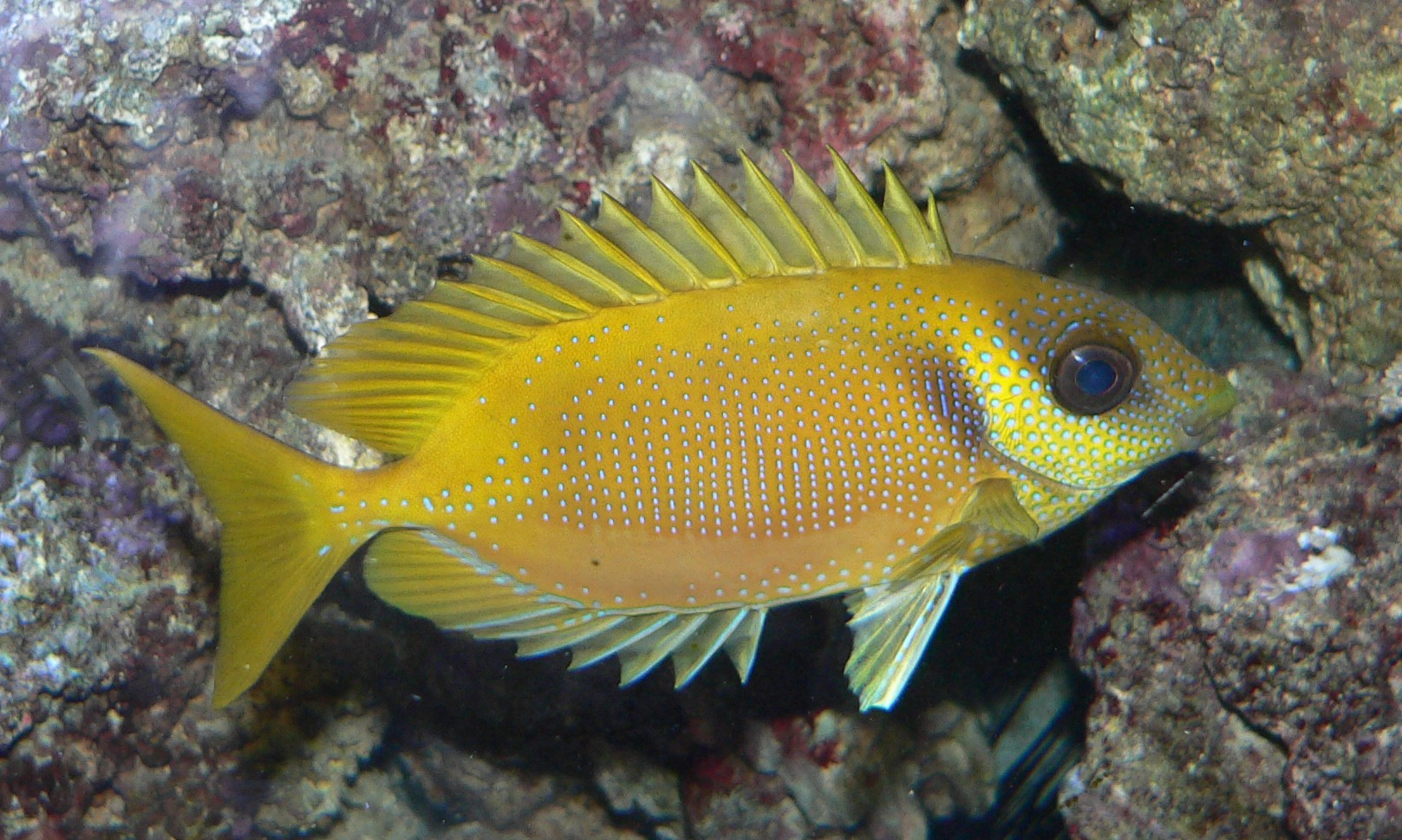
Siganus doliatus

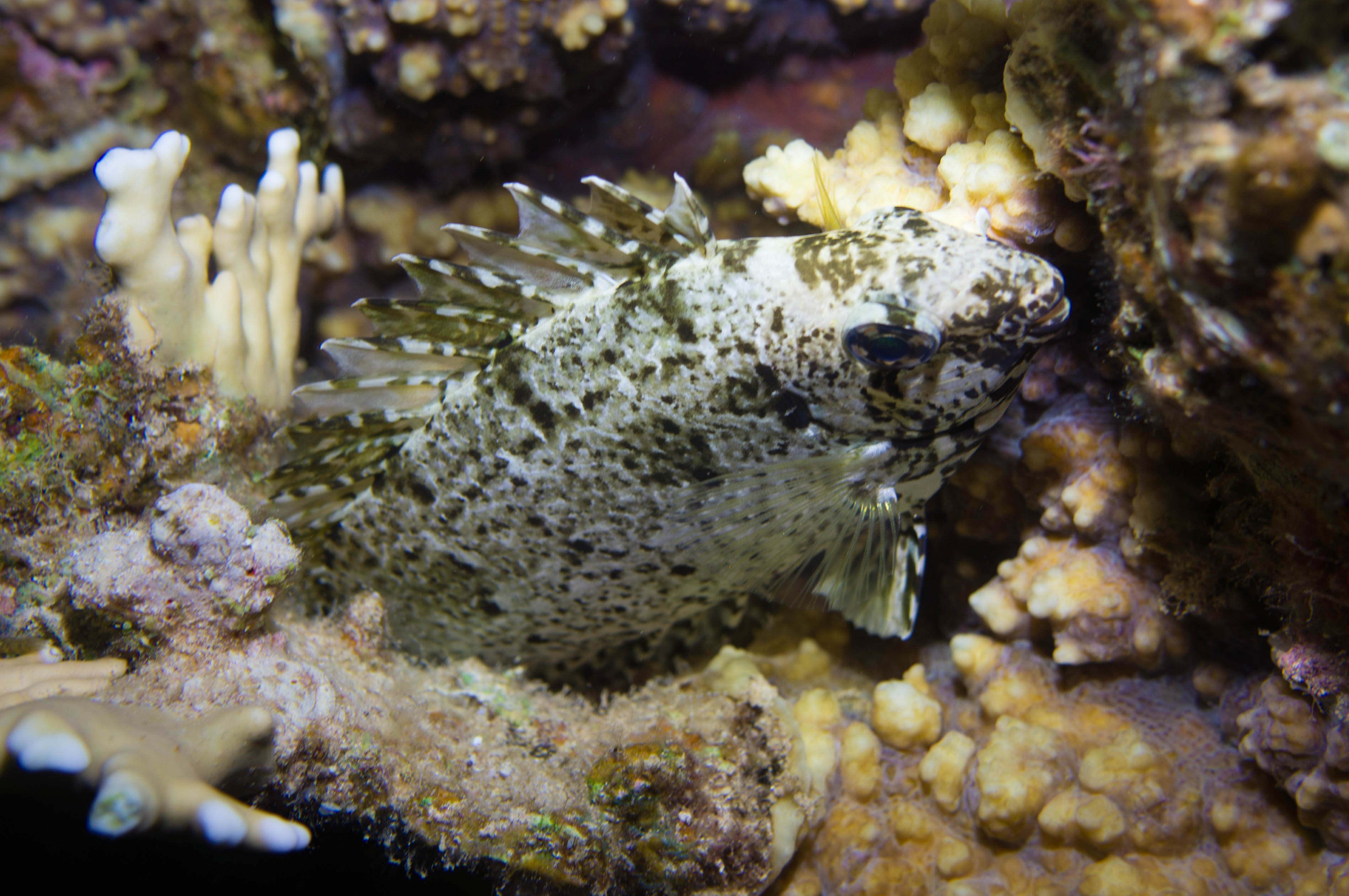
Siganus luridus con pijama-camuflaje

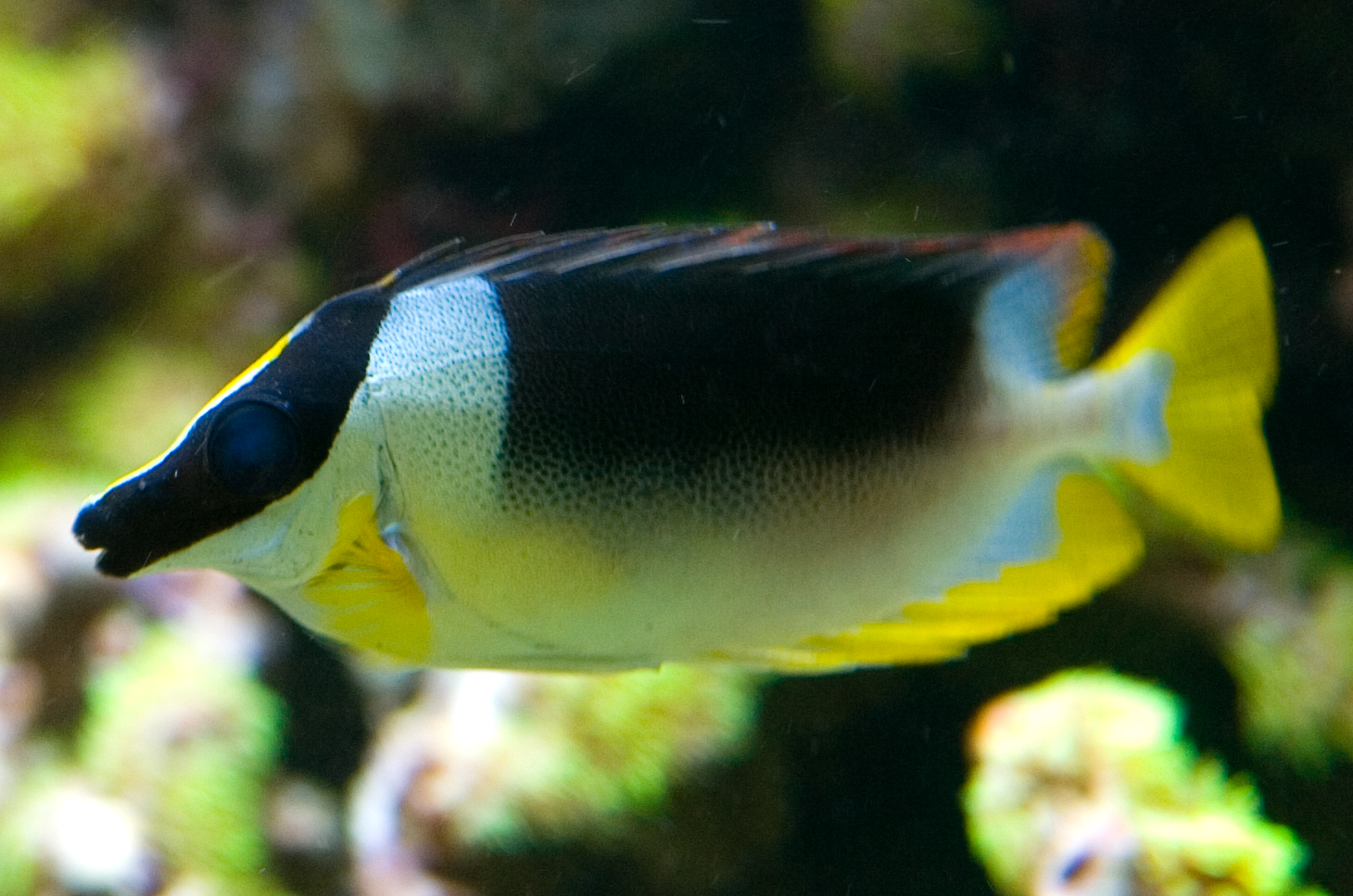
Siganus magnificus

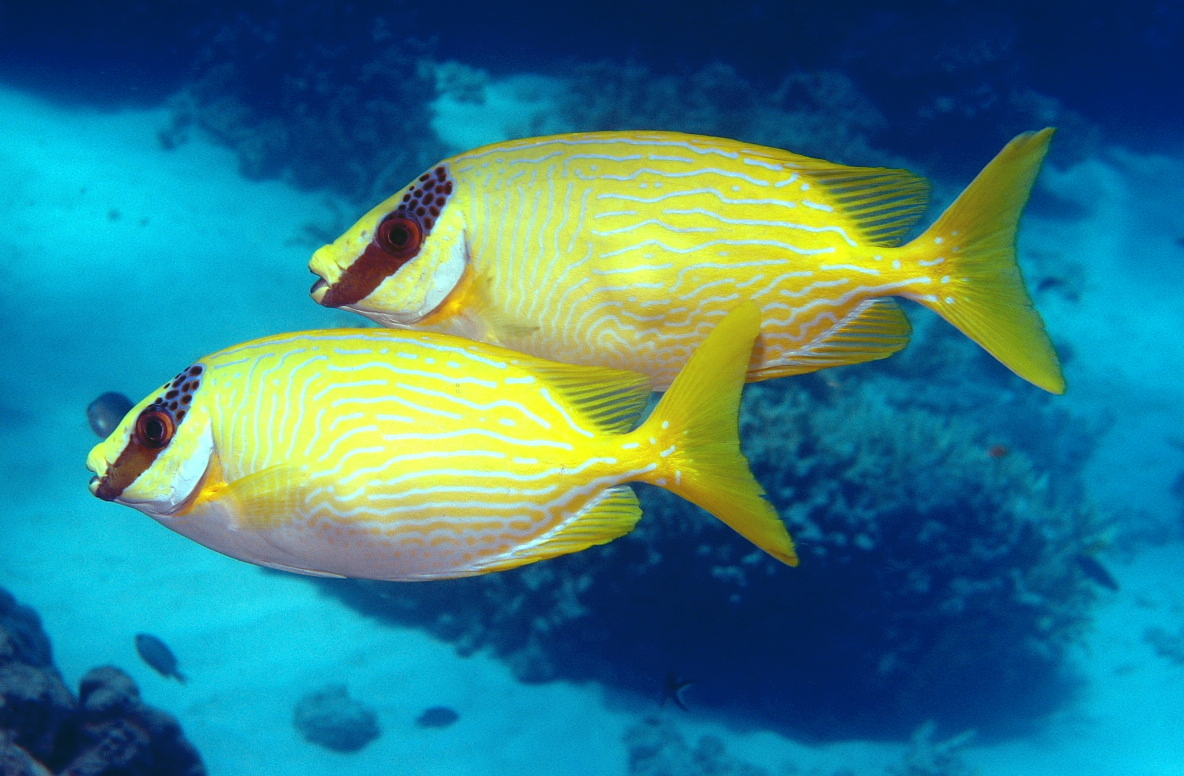
Siganus puellus

El Registro Mundial de Especies Marinas acepta las siguientes especies:
- Siganus argenteus  (Quoy & Gaimard, 1825).
- Siganus canaliculatus (Park, 1797).
- Siganus corallinus (Valenciennes, 1835).
- Siganus doliatus Guérin-Méneville, 1829.
- Siganus fuscescens (Houttuyn, 1782).
- Siganus guttatus (Bloch, 1787).
- Siganus javus (Linnaeus, 1766).
- Siganus insomnis Woodland & Anderson, 2014
- Siganus labyrinthodes (Bleeker, 1853).
- Siganus lineatus (Valenciennes, 1835).
- Siganus luridus (Rüppell, 1829).
- Siganus magnificus (Burgess, 1977).
- Siganus niger Woodland, 1990.
- Siganus puelloides Woodland & Randall, 1979.
- Siganus puellus (Schlegel, 1852).
- Siganus punctatissimus Fowler & Bean, 1929.
- Siganus punctatus (Schneider & Forster, 1801).
- Siganus randalli Woodland, 1990.
- Siganus rivulatus Forsskål, 1775.
- Siganus spinus (Linnaeus, 1758).
- Siganus stellatus (Forsskål, 1775).
- Siganus sutor (Valenciennes, 1835).
- Siganus trispilos Woodland & Allen, 1977.
- Siganus unimaculatus (Evermann & Seale, 1907).
- Siganus uspi Gawel & Woodland, 1974.
- Siganus vermiculatus (Valenciennes, 1835).
- Siganus virgatus (Valenciennes, 1835).
- Siganus vulpinus (Schlegel & Müller, 1845).
- Siganus woodlandi Randall & Kulbicki, 2005.